# Biathlon-Juniorenweltmeisterschaften 2023
Die Biathlon-Juniorenweltmeisterschaften 2023 (offiziell: IBU Youth/Junior World Championships Biathlon 2023) fanden vom 1. bis zum 12. März 2023 im Nationalen Skisportzentrum im kasachischen Schtschutschinsk im Nordosten des Landes statt. Die Stadt richtete erstmals eine internationale Biathlon-Veranstaltung aus.
In diesem Jahr wurden bei Juniorenweltmeisterschaften erstmals Mixed-Staffeln ausgetragen.

## Altersklassen
Athleten in der Jugendklasse durften auch in der Juniorenklasse starten. Ein Wechsel der Altersklasse während der Meisterschaften war nur für die Staffel möglich.
| Altersklasse | Jahrgänge              |
| ------------ | ---------------------- |
| Junioren     | 2001, 2002, 2003       |
| Jugend       | 2004, 2005, 2006, 2007 |

## Medaillenspiegel
| Platz | Land               |   |   |   |    |
| ----- | ------------------ | - | - | - | -- |
| 1     | Deutschland        | 9 | 6 | - | 15 |
| 2     | Norwegen           | 5 | 3 | 9 | 17 |
| 3     | Neuseeland         | 1 | - | - | 1  |
| 3     | Slowakei           | 1 | - | - | 1  |
| 3     | Slowenien          | 1 | - | - | 1  |
| 3     | Tschechien         | 1 | - | - | 1  |
| 7     | Frankreich         | - | 5 | 1 | 6  |
| 8     | Italien            | - | 1 | 2 | 3  |
| 9     | Kroatien           | - | 1 | 1 | 2  |
| 10    | Polen              | - | 1 | - | 1  |
| 10    | Schweiz            | - | 1 | - | 1  |
| 12    | Ukraine            | - | - | 2 | 2  |
| 13    | Finnland           | - | - | 1 | 1  |
| 13    | Schweden           | - | - | 1 | 1  |
| 13    | Vereinigte Staaten | - | - | 1 | 1  |

## Zeitplan
Alle Zeiten sind in Mitteleuropäischer Zeit UTC+1 angegeben, die Ortszeit ist UTC+6.
| Datum    | Frauen  | Frauen                            | Männer                            | Männer                            |
| Datum    | Uhrzeit | Wettbewerb                        | Uhrzeit                           | Wettbewerb                        |
| -------- | ------- | --------------------------------- | --------------------------------- | --------------------------------- |
| 4. März  | 08:00   | Mixed-Staffel Jugend (4 × 6 km)   | Mixed-Staffel Jugend (4 × 6 km)   | Mixed-Staffel Jugend (4 × 6 km)   |
| 4. März  | 11:00   | Mixed-Staffel Junioren (4 × 6 km) | Mixed-Staffel Junioren (4 × 6 km) | Mixed-Staffel Junioren (4 × 6 km) |
| 5. März  | 08:00   | Einzel Jugend (10 km)             | 11:00                             | Einzel Jugend (12,5 km)           |
| 6. März  | 08:00   | Einzel Juniorinnen (12,5 km)      | 11:00                             | Einzel Junioren (15 km)           |
| 7. März  | 08:00   | Staffel Jugend (3 × 6 km)         | 11:00                             | Staffel Jugend (3 × 7,5 km)       |
| 8. März  | 08:00   | Staffel Juniorinnen (4 × 6 km)    | 11:00                             | Staffel Junioren (4 × 7,5 km)     |
| 10. März | 08:00   | Sprint Jugend (6 km)              | 11:00                             | Sprint Jugend (7,5 km)            |
| 11. März | 08:00   | Sprint Juniorinnen (7,5 km)       | 11:00                             | Sprint Junioren (10 km)           |
| 12. März | 06:00   | Verfolgung Jugend (7,5 km)        | 07:00                             | Verfolgung Jugend (10 km)         |
| 12. März | 09:15   | Verfolgung Juniorinnen (10 km)    | 10:20                             | Verfolgung Junioren (12,5 km)     |

## Jugend-Klasse

### Ergebnisse Jugend männlich
| Rang | Name               |
| ---- | ------------------ |
| 1    | Kasper Kalkenberg  |
| 2    | Matija Legović     |
| 3    | Sivert Gerhardsen  |
| 4    | Sivert Rusten      |
| 5    | Albert Engelmann   |
| 6    | Mark-Markos Kehva  |
| 7    | Erik Hafenmair     |
| 8    | Arttu Heikkinen    |
| 9    | Noah Lekhal Husnes |
| 10   | Davide Compagnoni  |

| Rang | Name                   |
| ---- | ---------------------- |
| 1    | Sivert Gerhardsen      |
| 2    | Albert Engelmann       |
| 3    | Arttu Heikkinen        |
| 4    | Kasper Kalkenberg      |
| 5    | Matija Legović         |
| 6    | Erik Hafenmair         |
| 7    | Elias Seidl            |
| 8    | Tim Nechwatal          |
| 9    | Cesare Lozza           |
| 10   | Jean-Nicolas De Broeck |

| Rang | Name              |
| ---- | ----------------- |
| 1    | Jakub Borguľa     |
| 2    | Sivert Gerhardsen |
| 3    | Matija Legović    |
| 4    | Daniel Malušek    |
| 5    | Sivert Rusten     |
| 6    | Cesare Lozza      |
| 7    | Xavier Gilbert    |
| 8    | Hubert Matusik    |
| 9    | Albert Engelmann  |
| 10   | Kasper Kalkenberg |

| Rang | Name                                                      |
| ---- | --------------------------------------------------------- |
| 1    | TschechienJonáš Kabrda Daniel Malušek Ferdinand Jansa     |
| 2    | DeutschlandElias Seidl Erik Hafenmair Albert Engelmann    |
| 3    | NorwegenSivert Rusten Kasper Kalkenberg Sivert Gerhardsen |
| 4    | FinnlandJimi Klemettinen Eemi Naumanen Arttu Heikkinen    |
| 5    | ItalienCesare Lozza Alex Perissutti Davide Compagnoni     |

### Ergebnisse Jugend weiblich
| Rang | Name                |
| ---- | ------------------- |
| 1    | Julia Tannheimer    |
| 2    | Julia Kink          |
| 3    | Astrid Plosch       |
| 4    | Elsa Tänglander     |
| 5    | Maren Brännare-Gran |
| 6    | Ilona Plecháčová    |
| 7    | Olena Horodna       |
| 8    | Fabiana Carpella    |
| 9    | Kaia Wulff Berntsen |
| 10   | Lene Jøranli        |

| Rang | Name                   |
| ---- | ---------------------- |
| 1    | Julia Tannheimer       |
| 2    | Julia Kink             |
| 3    | Maren Brännare-Gran    |
| 4    | Ilona Plecháčová       |
| 5    | Fabiana Carpella       |
| 6    | Astrid Plosch          |
| 7    | Lea Zimmermann         |
| 8    | Kaia Wulff Berntsen    |
| 9    | Alessia Laager         |
| 10   | Oleksandra Merkuschyna |

| Rang | Name                   |
| ---- | ---------------------- |
| 1    | Julia Kink             |
| 2    | Alessia Laager         |
| 3    | Oleksandra Merkuschyna |
| 4    | Carlotta Gautero       |
| 5    | Elsa Tänglander        |
| 6    | Ela Sever              |
| 7    | Olena Horodna          |
| 8    | Ragna Fodstad          |
| 9    | Teodora Westerlund     |
| 10   | Lea Zimmermann         |

| Rang | Name                                                          |
| ---- | ------------------------------------------------------------- |
| 1    | DeutschlandLea Zimmermann Julia Tannheimer Julia Kink         |
| 2    | ItalienAstrid Plosch Fabiana Carpella Carlotta Gautero        |
| 3    | NorwegenLene Jøranli Ragna Fodstad Maren Brännare-Gran        |
| 4    | UkraineOlena Horodna Ksenija Prychodko Oleksandra Merkuschyna |
| 5    | KanadaAnna Marino Desiree Paradis Moira Green                 |

### Ergebnisse Mixed
| Mixed-Staffel |                                                                               |
| \| Rang \| Name \| \| ---- \| ----------------------------------------------------------------------------- \| \| 1 \| NorwegenRagna Fodstad Maren Brännare-Gran Kasper Kalkenberg Sivert Gerhardsen \| \| 2 \| DeutschlandJulia Kink Julia Tannheimer Tim Nechwatal Elias Seidl \| \| 3 \| UkraineOlena Horodna Oleksandra Merkuschyna Bohdan Borkowskyj Mychajlo Chmil \| \| 4 \| ItalienAstrid Plosch Fabiana Carpella Davide Compagnoni Cesare Lozza \| \| 5 \| TschechienValerie Křížová Ilona Plecháčová Jonáš Kabrda Daniel Malušek \| |                                                                               |
| Rang | Name                                                                          |
| 1 | NorwegenRagna Fodstad Maren Brännare-Gran Kasper Kalkenberg Sivert Gerhardsen |
| 2 | DeutschlandJulia Kink Julia Tannheimer Tim Nechwatal Elias Seidl              |
| 3 | UkraineOlena Horodna Oleksandra Merkuschyna Bohdan Borkowskyj Mychajlo Chmil  |
| 4 | ItalienAstrid Plosch Fabiana Carpella Davide Compagnoni Cesare Lozza          |
| 5 | TschechienValerie Křížová Ilona Plecháčová Jonáš Kabrda Daniel Malušek        |

## Junioren-Klasse

### Ergebnisse Junioren
| Rang | Name            |
| ---- | --------------- |
| 1    | Campbell Wright |
| 2    | Jan Guńka       |
| 3    | Maxime Germain  |
| 4    | Einar Hedegart  |
| 5    | Martin Nevland  |
| 6    | Benjamin Menz   |
| 7    | Franz Schaser   |
| 8    | Trym Gerhardsen |
| 9    | Erik Larsson    |
| 10   | Isak Frey       |

| Rang | Name            |
| ---- | --------------- |
| 1    | Martin Nevland  |
| 2    | Einar Hedegart  |
| 3    | Trym Gerhardsen |
| 4    | Benjamin Menz   |
| 5    | Maxime Germain  |
| 6    | Campbell Wright |
| 7    | Marcin Zawół    |
| 8    | Fabian Kaskel   |
| 9    | Ondřej Mánek    |
| 10   | Isak Frey       |

| Rang | Name              |
| ---- | ----------------- |
| 1    | Benjamin Menz     |
| 2    | Einar Hedegart    |
| 3    | Isak Frey         |
| 4    | Nicolò Betemps    |
| 5    | Ondřej Mánek      |
| 6    | Martin Nevland    |
| 7    | Zachary Connelly  |
| 8    | Jan Guńka         |
| 9    | Luděk Abrahám     |
| 10   | Renārs Birkentāls |

| Rang | Name                                                                          |
| ---- | ----------------------------------------------------------------------------- |
| 1    | NorwegenTrym Gerhardsen Einar Hedegart Martin Nevland Isak Frey               |
| 2    | DeutschlandFranz Schaser Fabian Kaskel Benjamin Menz Hans Köllner             |
| 3    | ItalienChristoph Pircher Fabio Piller Cottrer Nicolò Betemps Marco Barale     |
| 4    | Vereinigte StaatenNikolas Burkhart Maxime Germain Bjorn Westervelt Van Ledger |
| 5    | PolenKonrad Badacz Fabian Suchodolski Jan Guńka Marcin Zawół                  |

### Ergebnisse Juniorinnen
| Rang | Name                |
| ---- | ------------------- |
| 1    | Selina Grotian      |
| 2    | Jeanne Richard      |
| 3    | Sara Andersson      |
| 4    | Anaëlle Bondoux     |
| 5    | Živa Klemenčič      |
| 6    | Lena Repinc         |
| 7    | Alva Sköld          |
| 8    | Tuva Aas Stræte     |
| 9    | Lea Rothschopf      |
| 10   | Walentina Dimitrowa |

| Rang | Name            |
| ---- | --------------- |
| 1    | Selina Grotian  |
| 2    | Jeanne Richard  |
| 3    | Tuva Aas Stræte |
| 4    | Anaëlle Bondoux |
| 5    | Lea Rothschopf  |
| 6    | Anna Andexer    |
| 7    | Léonie Jeannier |
| 8    | Sara Andersson  |
| 9    | Živa Klemenčič  |
| 10   | Lena Repinc     |

| Rang | Name              |
| ---- | ----------------- |
| 1    | Kaja Zorč         |
| 2    | Jeanne Richard    |
| 3    | Léonie Jeannier   |
| 4    | Andreea Mezdrea   |
| 5    | Selina Grotian    |
| 6    | Sara Andersson    |
| 7    | Selina Kastl      |
| 8    | Klara Vindišar    |
| 9    | Fany Bertrand     |
| 10   | Svatava Mikysková |

| Rang | Name                                                                    |
| ---- | ----------------------------------------------------------------------- |
| 1    | DeutschlandSelina Kastl Johanna Puff Marlene Fichtner Selina Grotian    |
| 2    | FrankreichFany Bertrand Camille Coupé Jeanne Richard Léonie Jeannier    |
| 3    | NorwegenLinnea Winsvold Maren Bakken Siri Skar Tuva Aas Stræte          |
| 4    | SlowenienŽiva Klemenčič Klara Vindišar Lena Repinc Kaja Zorč            |
| 5    | ItalienLinda Zingerle Sara Scattolo Birgit Schölzhorn Martina Trabucchi |

### Ergebnisse Mixed
| Mixed-Staffel |                                                                                 |
| \| Rang \| Name \| \| ---- \| ------------------------------------------------------------------------------- \| \| 1 \| DeutschlandJohanna Puff Selina Grotian Benjamin Menz Hans Köllner \| \| 2 \| FrankreichLéonie Jeannier Jeanne Richard Théo Guiraud-Poillot Jacques Jefferies \| \| 3 \| NorwegenMaren Bakken Tuva Aas Stræte Martin Nevland Isak Frey \| \| 4 \| SlowenienŽiva Klemenčič Lena Repinc Matic Repnik Lovro Planko \| \| 5 \| SchwedenSara Andersson Alva Sköld Alfred Eriksson Anton Ivarsson \| |                                                                                 |
| Rang | Name                                                                            |
| 1 | DeutschlandJohanna Puff Selina Grotian Benjamin Menz Hans Köllner               |
| 2 | FrankreichLéonie Jeannier Jeanne Richard Théo Guiraud-Poillot Jacques Jefferies |
| 3 | NorwegenMaren Bakken Tuva Aas Stræte Martin Nevland Isak Frey                   |
| 4 | SlowenienŽiva Klemenčič Lena Repinc Matic Repnik Lovro Planko                   |
| 5 | SchwedenSara Andersson Alva Sköld Alfred Eriksson Anton Ivarsson                |